# Avusrennen
Avusrennen je bila nemška dirka za Veliko nagrado, ki je potekala med letoma 1931 in 1954 potekala na dirkališču AVUS.

## Zmagovalci
| Leto | Dirkač                  | Moštvo        | Dirkališče | Poročilo |
| ---- | ----------------------- | ------------- | ---------- | -------- |
| 1954 | Karl Kling              | Mercedes-Benz | AVUS       | Poročilo |
| 1953 | Jacques Swaters         | Ferrari       | AVUS       | Poročilo |
| 1952 | Rudi Fischer            | Ferrari       | AVUS       | Poročilo |
| 1937 | Hermann Lang            | Mercedes-Benz | AVUS       | Poročilo |
| 1935 | Luigi Fagioli           | Mercedes-Benz | AVUS       | Poročilo |
| 1934 | Guy Moll                | Alfa Romeo    | AVUS       | Poročilo |
| 1933 | Achille Varzi           | Bugatti       | AVUS       | Poročilo |
| 1932 | Manfred von Brauchitsch | Mercedes-Benz | AVUS       | Poročilo |
| 1931 | Rudolf Caracciola       | Mercedes-Benz | AVUS       | Poročilo |